# Villanueva de San Carlos
Villanueva de San Carlos é um município da Espanha na província de Ciudad Real, comunidade autónoma de Castilla-La Mancha, de área 109,03 km² com população de 418 habitantes (2004) e densidade populacional de 3,83 hab/km².

## Demografia
| Variação demográfica do município entre 1991 e 2004 | Variação demográfica do município entre 1991 e 2004 | Variação demográfica do município entre 1991 e 2004 | Variação demográfica do município entre 1991 e 2004 |
| --------------------------------------------------- | --------------------------------------------------- | --------------------------------------------------- | --------------------------------------------------- |
| 1991                                                | 1996                                                | 2001                                                | 2004                                                |
| 571                                                 | 516                                                 | 435                                                 | 418                                                 |